# ريجولاتو
ريغولاتو (بالإيطالية: Rigolato)‏ هي بلدية تنتمي لمقاطعة أدينة في منطقة فريولي فينيزيا جيوليا بإيطاليا، وتقع على بعد حوالي 130 كيلومتر (81 ميل) شمال غرب بلدية تريست وحوالي 60 كيلومتر (37 ميل) شمال غرب بلدبة اوديني. اعتبارًا من 31 ديسمبر 2004 بلغ عدد سكانها 601 نسمة ومساحتها 30.5 كيلومتر مربع (11.8 ميل2).
تقع ريجولاتو حدود بلديات كومجليانس وفورني افولتري وبالوزا وبراتو كارنيكو.

## المدن التوأم
تعتبر ريغولاتو مدينة توأم مع:
- بيثونكر، فرنسا